# 35 мм спомени
35 мм спомени е български документален филм от 2002 г. на режисьора Иван Трайков.
Във филма става въпрос за киното, за старата филмова лента на целулоидно-нитратна основа и за „движещите се образи“, запечатани на нея. За тези късчета отминала действителност, които доизживяват последните си години зад дебелите стоманени врати на специалните пóгреби филмохранилища. Съчетанието на документално с научно-популярно кино в „35 мм спомени“ дава възможност да се видят различните етапи от разпадането на изображението върху старите ленти. Цял епизод е посветен на всеизвестните запалителни качества на нитратната лента и големия пожар в складовете край Кокаляне през 1968 година.
Филмът е дебют за режисьора, оператора, композитора и режисьора по монтажа.

## Награди
- Номинация от Съюза на българските филмови дейци за Най-добър документален филм за 2000 – 2002
- Специална награда на журито на международния фестивал Велинград 2003
- Награда на Българската национална филмотека на Златен ритон 2003